# Schnitzelbank (Bänkelsang)

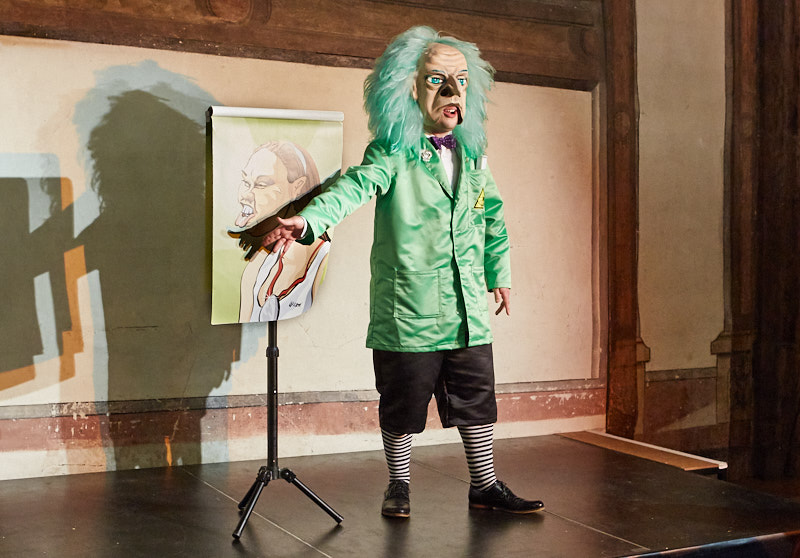
Ein Schnitzelbank an der Basler Fasnacht

Ein Schnitzelbank bezeichnet in der deutschsprachigen Schweiz und in Südwestdeutschland eine Zusammenstellung kurzer Verse, die meist rhythmisch oder gesanglich vorgetragen werden und die Zuhörer mit der humorvollen Schilderung aktueller oder allgemein menschlicher Vorkommnisse erheitern sollen.
Besondere Schwierigkeit und Reiz bestehen darin, ein Thema bei der Zuhörerschaft in sehr wenigen Worten anzusprechen und ihm mit einer Pointe eine verblüffende Wendung zu geben: je kürzer die verwendeten Zeilen und je geringer ihre Anzahl, desto höher ist die Kunst des Schnitzelbänklers. Schnitzelbänke werden zur Fasnacht, zu Hochzeitsfeiern und anderen Festen verfasst und von Einzelpersonen oder kleinen Gruppen vorgetragen. Oft wird der Vortrag mit einem oder wenigen Musikinstrumenten begleitet. Meist zeigen die Schitzelbänkler vor und zu den einzelnen Versen dazugehörige Plakate (Helgen), die ins Thema des Verses einführen, die Pointe aber nicht vorwegnehmen dürfen.
Schnitzelbänke stehen in der Tradition des Bänkelsangs. Sie sind ein tragendes Element der Basler Fasnacht in Basel. Sie sind aber auch in anderen Orten in der Schweiz und in Südwestdeutschland bekannt, werden im Rahmen der schwäbisch-alemannischen Fastnacht vorgetragen und sind dabei immer vom örtlichen Dialekt mitgeprägt.

## Wortherkunft und Genus
Der Name Schnitzelbank geht auf eine spezielle Werkbank zurück, wie sie in Küferwerkstätten zu finden war. Auf ihr wurden die Holzdauben beschnitzt, die man zur Fassherstellung benötigte.
In und um Basel wird die maskuline Form (der Schnitzelbank) verwendet, wenn man von den fasnächtlichen Sängern spricht, wogegen die Werkbank auch dort ein weibliches Wort ist. In anderen Regionen der Schweiz wird allerdings auch für den Gesang die weibliche Form gebraucht.